# Psychotria lozadae
Psychotria lozadae är en måreväxtart som beskrevs av Attila L. Borhidi och Lorea-hern.. Psychotria lozadae ingår i släktet Psychotria och familjen måreväxter. Inga underarter finns listade i Catalogue of Life.